# Sirilogui
Sirilogui is een bestuurslaag in het regentschap Kepulauan Mentawai van de provincie West-Sumatra, Indonesië. Sirilogui telt 1027 inwoners (volkstelling 2010).